# De'Longhi
De'Longhi este o companie producătoare de aparate electrocasnice din Italia.
Firma activează pe piață prin două divizii (echipamente de uz casnic și echipamente profesionale).
Compania este prezentă pe piață prin mărcile DeLonghi, Kenwood, Ariete, Simac, Climaveneta sau Dlradiators.
A fost înființată de familia De'Longhi în anul 1902 ca atelier meșteșugăresc.
La începutul anilor 1970, compania a început să comercializeze produsele proprii sub o marcă înregistrată.
În urma extinderii, în anul 1994 compania Climaveneta a devenit și ea parte din grupul De'Longhi, fiind specializată pe refrigerare, aer condiționat, producerea de apă rece pentru procese industriale și uz commercial, producția de radiatoare.
În anul 2001, De'Longhi a cumpărat producătorul britanic de aparatură pentru casă Kenwood.
Număr de angajați în 2010: 7.083 
Cifra de afaceri în 2010: 1,6 miliarde euro 

## De'Longhi în România
Compania este prezentă și în România, din martie 2013, când a început să producă espressoare de cafea în parcul industrial Tetarom din Cluj.
Firma a avut în 2013 o cifră de afaceri de 139 milioane lei și 213 angajați.
Număr de angajați în 2014: 500 